# فلچر (کارولینای شمالی)
فلچر (به انگلیسی: Fletcher) شهری در ایالت کارولینای شمالی کشور ایالات متحده آمریکا است که جمعیت آن در سرشماری سال ۲۰۱۰ میلادی، ۷٬۱۸۷ نفر بوده‌است.